# Giochi olimpici antichi

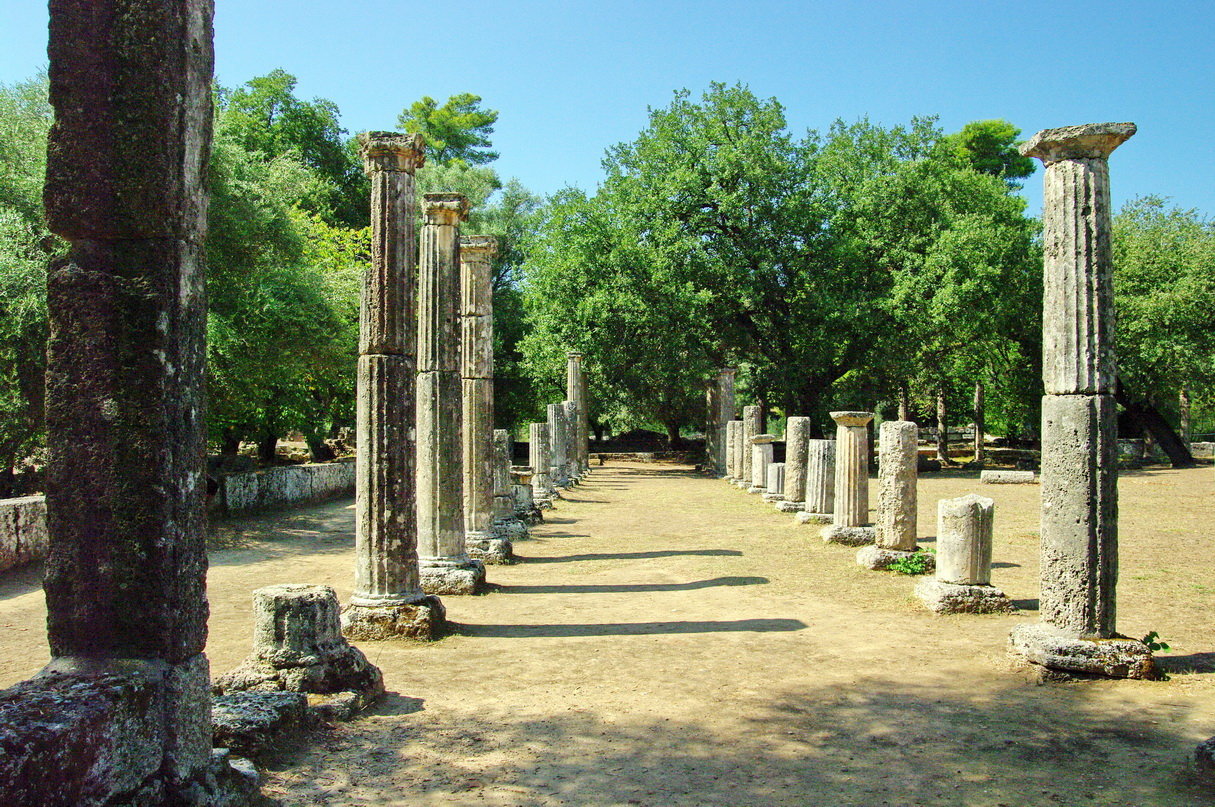
La palestra a Olimpia, un luogo dedicato alla formazione di lottatori e altri atleti

I Giochi olimpici antichi furono delle celebrazioni atletiche e religiose, svolte ogni quattro anni nella città di Olimpia, in Grecia, in onore di Zeus, storicamente dal 776 a.C. al 393 d.C.
Nell'antichità, si tennero in tutto 292 edizioni dei Giochi olimpici. Durante questi giochi le guerre erano sospese da una tregua (Tregua Olimpica) e inoltre furono usate da vari storici di lingua greca come riferimento cronologico.

## Storia della prima olimpiade

### Mito
L'origine degli antichi Giochi Olimpici presenta certezze ma ci sono molte leggende. Nella prima metà del II millennio a.C. viene documentata all'interno della civiltà minoica (circa fino al 1500 a.C.) anche un'attività intensiva finalizzata all'infinito culto del nostro corpo, tra cui spicca la ginnastica parallela (il celebre volteggio sopra i tori, la taurocatapsia), ma anche lotta e pugilato; disputato quest'ultimo precedentemente di sicuro nell'antico Egitto e ritrovato in seguito nelle isole dell'Egeo praticato da "fanciulli".
La prima menzione dei giochi sportivi nella letteratura greca risale a Omero, che, nel XXIII canto dell'Iliade, descrive i giochi funebri organizzati da Achille per onorare la memoria di Patroclo, ucciso durante la guerra di Troia.
Pindaro, vissuto nel V secolo a.C. e autore di 14 odi olimpiche, riferisce alcune delle origini mitiche dei giochi:
1. la corsa di quadrighe da Pisa a Corinto svoltasi tra il re Enomao e Pelope con, in palio, la mano della giovane figlia del sovrano, Ippodamia. Enomao per sfuggire alla maledizione lanciatagli contro da Mirtilo, scaraventato in mare da Pelope che lo aveva corrotto per fargli vincere la gara, istituì i "giochi in onore di Zeus".
2. Un'altra versione vuole che proprio all'interno del sacro recinto dove fu sepolto il grande Pelope (colui che diede il proprio nome all'intera penisola del Peloponneso), nella valle dell'Alfeo (fiume del Peloponneso), vennero istituiti i giochi in suo onore.[5]
3. Una terza versione pindarica vuole che il fondatore dei giochi sia stato l'eroe nonché semidio Eracle, dopo aver ripulito le stalle di Augia (quinta impresa delle celebri dodici fatiche di Eracle): abbattute le pareti vi deviò il corso del fiume Alfeo e, dopo aver ucciso il re che si era rifiutato di consegnargli la dovuta ricompensa, per ringraziare gli dèi istituì i giochi stabilendo che il premio fosse un verde rametto d'ulivo proveniente dalle fonti dell'Istro. A quella prima edizione parteciparono gli stessi Apollo ed Ares.

Anche Pausania il Periegeta, nella sua Periegesi della Grecia (V e VI libro) tramanda altri miti: sarebbero allora stati i Dattili (appartenenti al popolo dei Cureti esuli dall'Eubea), cinque fratelli custodi a Creta per conto di Rea del suo giovane figlio Zeus (per nasconderlo a Crono che l'avrebbe sicuramente divorato), per passare il tempo si cimentarono in una gara di corsa vinta da "Eracle Ideo" (da non confondere con Eracle) e quattro dei suoi fratelli che correvano ad Olimpia per intrattenere il neonato Zeus. Incoronando il vincitore con una corona d'ulivo (che divenne così un simbolo di pace). Gli altri dei dell'Olimpo (così chiamati perché vissero permanentemente sul Monte Olimpo) si impegnarono anche in gare di lotta, salto e corsa.
Versioni alternative vogliono che lo stesso designato re degli Dèi, dopo aver sconfitto il padre proprio ad Olimpia, ne volle celebrare il successo istituendone i giochi; oppure che un discendente di Eracle Ideo, un certo Climene di Creta, eresse un altare nel luogo; ma il re dell'Elide Endimione lo sconfisse e mise in palio fra i tre figli il suo regno quale premio ad una gara di corsa.
I giochi dei millenni precedenti furono interrotti e poi fatti rivivere da Licurgo di Sparta, Ifito di Elide e Clistene di Pisa per volere dell'Oracolo di Delfi che sosteneva che il popolo si era allontanato dagli dei, causando una pestilenza e una guerra costante. Il ripristino dei giochi avrebbe fatto finire la piaga e avrebbe inaugurato un periodo di pace, segnando il ritorno a uno stile di vita più tradizionale.
I modelli che emergono da questi miti sono che i greci credevano che i giochi avessero le loro radici nella religione, che la competizione atletica fosse legata al culto degli dei, e il risveglio dei giochi antichi era inteso a portare pace, armonia e un ritorno alle origini della vita greca. Poiché questi miti sono stati documentati da storici come Pausania, che visse durante il regno di Marco Aurelio nel 160 d.C., è probabile che queste storie siano più immaginarie che reali. Si pensava spesso che le origini di molti aspetti delle Olimpiadi risalgano ai giochi funebri del periodo miceneo e successivo. In alternativa, si pensava che i giochi derivassero da qualche tipo di magia della vegetazione o da cerimonie di iniziazione. La teoria più recente traccia le origini dei giochi alla grande caccia e al relativo cerimoniale animale.

### Tracce storiche
Durante la civiltà micenea (1700-1200 a.C.) pugilato e lotta passarono da Creta al continente, divenendo rapidamente discipline tra le più popolari; letterariamente pur dipendendo in larga misura da quel che ne dice Omero almeno cinque secoli dopo il 1200 a.C. Nell'Iliade vengono descritte otto gare disputate per le celebrazioni funerarie di Patroclo: l'agòn ('competizione') è accompagnata da un athlon (da cui "atleta"), un premio dato al vincitore per sottolinearne l'eccellenza ('areté').
Le gare si aprivano nell'Ippodromo con le gare di corsa dei cavalli con cinque carri, seguiva il pugilato, mentre la terza era una "lotta dolorosa", poi veniva la corsa nei campi, la quinta era una disfida in armi (che terminava alla prima ferita inferta all'avversario), a seguire il lancio di un oggetto pesante (il solos, attrezzo in ferro rappresentante anche il premio), il tiro con l'arco al bersaglio, infine il giavellotto. Anche nell'Odissea sono descritte gare sportive che si svolgono nella mitica isola dei Feaci; si svolgono durante un banchetto e sono praticamente le stesse dell'Iliade, con l'unica differenza che il solos è divenuto un lancio del disco. La novità è invece costituita dall'halma (salto in lungo).
Il primo documento scritto che può riferirsi alla nascita delle Olimpiadi parla di una festa con una sola gara: lo stadion (gara di corsa). Da quel momento in poi tutti i Giochi divennero sempre più importanti in tutta la Grecia antica. Successivamente altri sport si aggiunsero alla corsa con il numero delle gare che crebbe fino a venti, per durare sette giorni.
Le Olimpiadi avevano anche un'importanza religiosa, in quanto si svolgevano in onore di Zeus, re degli dèi. Le gare prevedevano: pugilato, la corsa, il pentatlon - cioè un insieme di 5 gare come il salto in lungo, la corsa, il lancio del disco, il lancio del giavellotto, la lotta - e faceva parte dei giochi olimpici anche la corsa dei cavalli.
I vincitori delle gare venivano fatti oggetto di ammirazione e immortalati in poemi e statue, e fregiati di una corona di ulivo. Per tutta la durata dei giochi venivano sospese le ostilità in tutta la Grecia. I Giochi si tenevano ogni quattro anni e lo spazio di tempo compreso tra le due celebrazioni divenne noto come "Olimpiade", dopo essere stato adottato come elemento di computo cronologico dallo storico siciliano Timeo (IV-III sec. a.C.) e divulgato da Eratostene (III-II sec. a.C.).
La partecipazione era riservata ai cittadini greci maschi liberi. La necessità di dedicare molto tempo agli allenamenti permetteva solo ai membri delle classi più facoltose di prendere in considerazione la partecipazione. Erano esclusi dalla partecipazione gli schiavi, i barbari, gli assassini, i sacrileghi e le donne.
A differenza dei Giochi olimpici moderni, solamente uomini che parlavano la lingua greca potevano partecipare alle celebrazioni. Si consideravano giochi "internazionali" poiché i partecipanti provenivano dalle varie città stato della Grecia, ed anche dalle colonie. I Giochi persero gradualmente importanza con l'aumentare del potere romano in Grecia: all'inizio furono benvoluti e aperti anche a Romani, Fenici, Galli e altri popoli sottomessi (Nerone, ad esempio, aprì un'enorme edizione dei giochi olimpici a Roma in cui tutti gli atleti dell'Impero Romano poterono partecipare, lui compreso).

### Il declino
Malgrado continuassero a svolgersi anche nel periodo romano, i Giochi persero gradualmente importanza. Sorsero anche problemi legati alla corruzione all'interno delle competizioni ginniche, nonché problemi legati alla sicurezza delle manifestazioni.
La rapida cristianizzazione dell'Impero a partire dal IV secolo ebbe un'influenza determinante nel definitivo declino dei Giochi e nella loro estinzione. Quando il cristianesimo divenne ufficialmente la religione di Stato dell'Impero Romano, i vescovi e scrittori cristiani palesarono sia la loro avversione per le celebrazioni e le festività pagane sia la repulsione nei confronti dell'agonismo. I Padri della Chiesa in numerosi scritti esortano i fedeli a resistere alle infatuazioni dei ludi agonali: sant'Agostino deprecò con toni aspri gli spettacoli atletici. Fu così che nel 393 d.C., sulla scia della strage di Tessalonica (avvenuta tre anni prima), dietro l'influenza del vescovo di Milano Ambrogio, l'imperatore Teodosio soppresse questi agoni di natura religiosa, che ormai, secondo la nuova fede dominante, non avevano più ragione di esistere.
Nel 426 d.C., l'imperatore Teodosio II ordinò la distruzione di tutti i templi pagani, inclusi i luoghi delle Olimpiadi. Secondo lo storico Cedreno, la statua di Zeus olimpio (realizzata tra il 420 e il 410 a.C. da Fidia e considerata una delle Sette Meraviglie del Mondo) posta nel recinto sacro di Olimpia, venne fatta trasportare a Costantinopoli da un certo Lauso, che la incluse nella propria collezione privata; un incendio dovrebbe averla distrutta nel 475 d.C.

## Competizioni
Le competizioni in cui si affrontavano gli atleti erano:
- Dal 776 a.C. - Stadion, gara di corsa su rettilineo di circa 200 metri.
- 724 a.C. - Diaulos (doppio stadion) gara di corsa circa 384,56 metri.
- 720 a.C. - Dolichos (corsa di resistenza all'incirca di 4600 metri)
- 708 a.C. - Lotta libera e il Pentathlon (salto in lungo, lancio del giavellotto, lancio del disco, corsa, lotta)
- 688 a.C.- Pugilato
- 680 a.C. - Gare equestri (Corsa dei carri e dei cavalli)
- 648 a.C. - Pancrazio (combattimento misto di lotta e pugilato)
- 520 a.C.- Hoplitodromos (corsa con le armi)

## Altre edizioni dei giochi
Oltre ai Giochi di Olimpia si disputavano altre competizioni religiose: i Giochi pitici in onore di Apollo a Delfi; quelli Nemei a Nemea in onore di Zeus; quelli Istmici in onore di Poseidone e dell'eroe Palemone presso l'Istmo di Corinto; quelli tolemaici ad Alessandria in onore di Tolomeo I e Berenice I; infine i Giochi panatenaici ad Atene.
Dopo quasi 15 secoli di interruzione, nel 1896 il barone francese Pierre de Coubertin ristabilì i giochi olimpici modernizzando molte delle loro regole (possono partecipare atleti di tutto il mondo, ogni edizione si svolge in una città e nazione diversa dalla precedente, e dal 1900, possono partecipare anche le donne).

## Vincitori celebri
- Acanto di Sparta
- Astilo di Crotone
- Cilone di Atene
- Cinisca di Sparta
- Corebo di Elide
- Filippo di Crotone
- Diagora di Rodi
- Diocle di Corinto
- Ebota di Dime
- Eubota di Cirene
- Eurimene di Samo
- Icco di Taranto
- Iscomaco di Crotone
- Leonida di Rodi
- Milone di Crotone
- Nerone di Roma
- Psaumida di Kamarina
- Sostrato di Pellene
- Teogene di Taso
- Timasiteo di Crotone